# Іль і Вілен
Іль і Віле́н (фр. Ille-et-Vilaine, брет. Il-ha-Gwilen) — департамент на заході Франції, один з департаментів регіону Бретань. Порядковий номер 35. Адміністративний центр — Ренн.
Населення 903,4 тис. чоловік (23-є місце серед департаментів, дані 1999 р.).

## Географія
Площа території 6878 км². Через департамент протікають річки Іль, Вілен, Ранс, Куенон.
Департамент охоплює 4 округи, 53 кантони і 352 комуни.

## Історія
Іль і Вілен — один з перших 83 департаментів, утворених під час Великої французької революції в березні 1790 р. Виник на території колишньої провінції Бретань. Назва походить від річок Іль і Вілен.

## Галерея

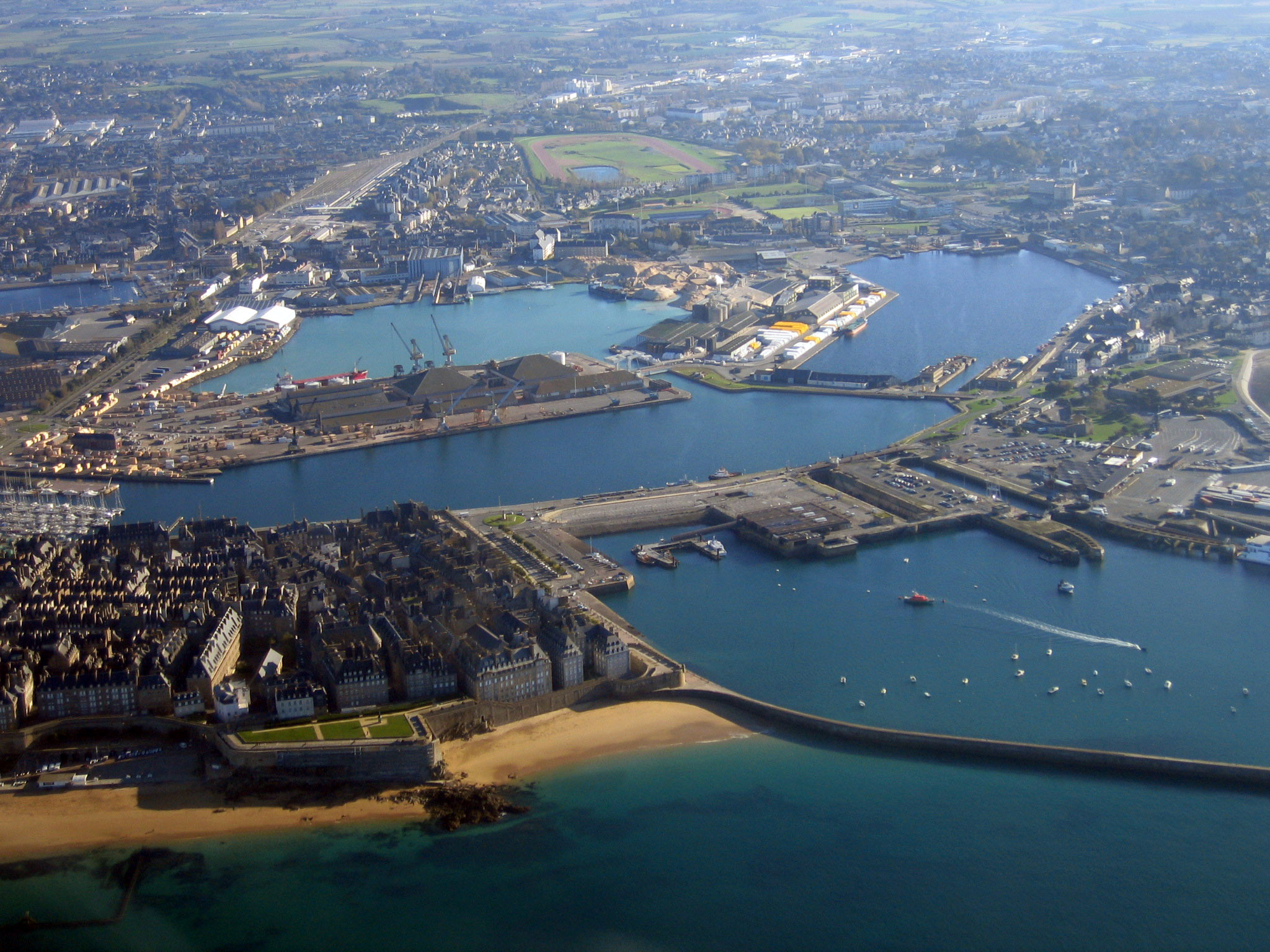
Сен-Мало
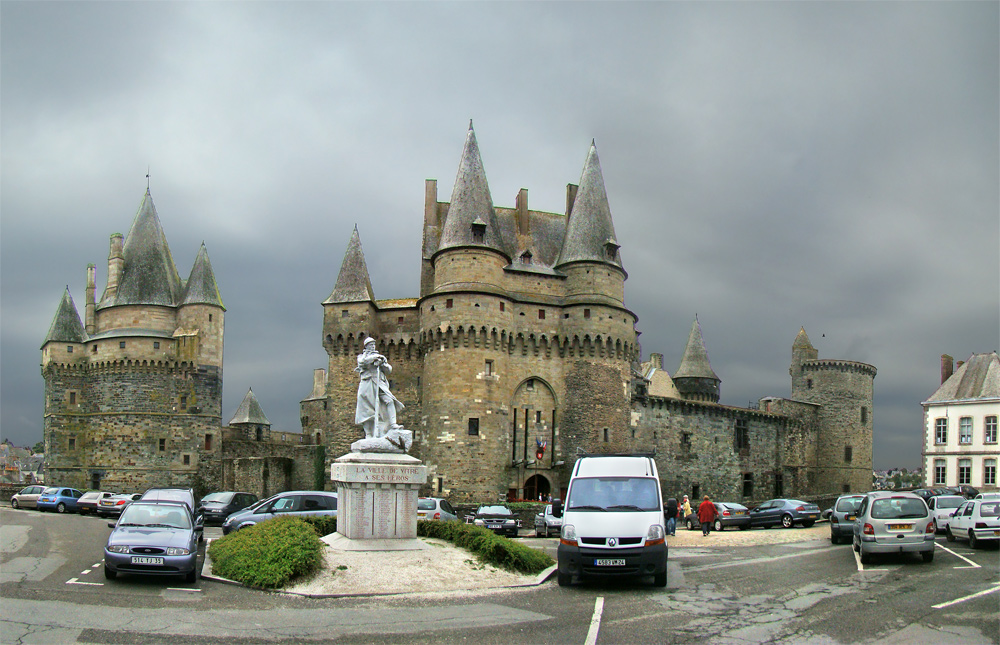
Вітре (Іль і Вілен)
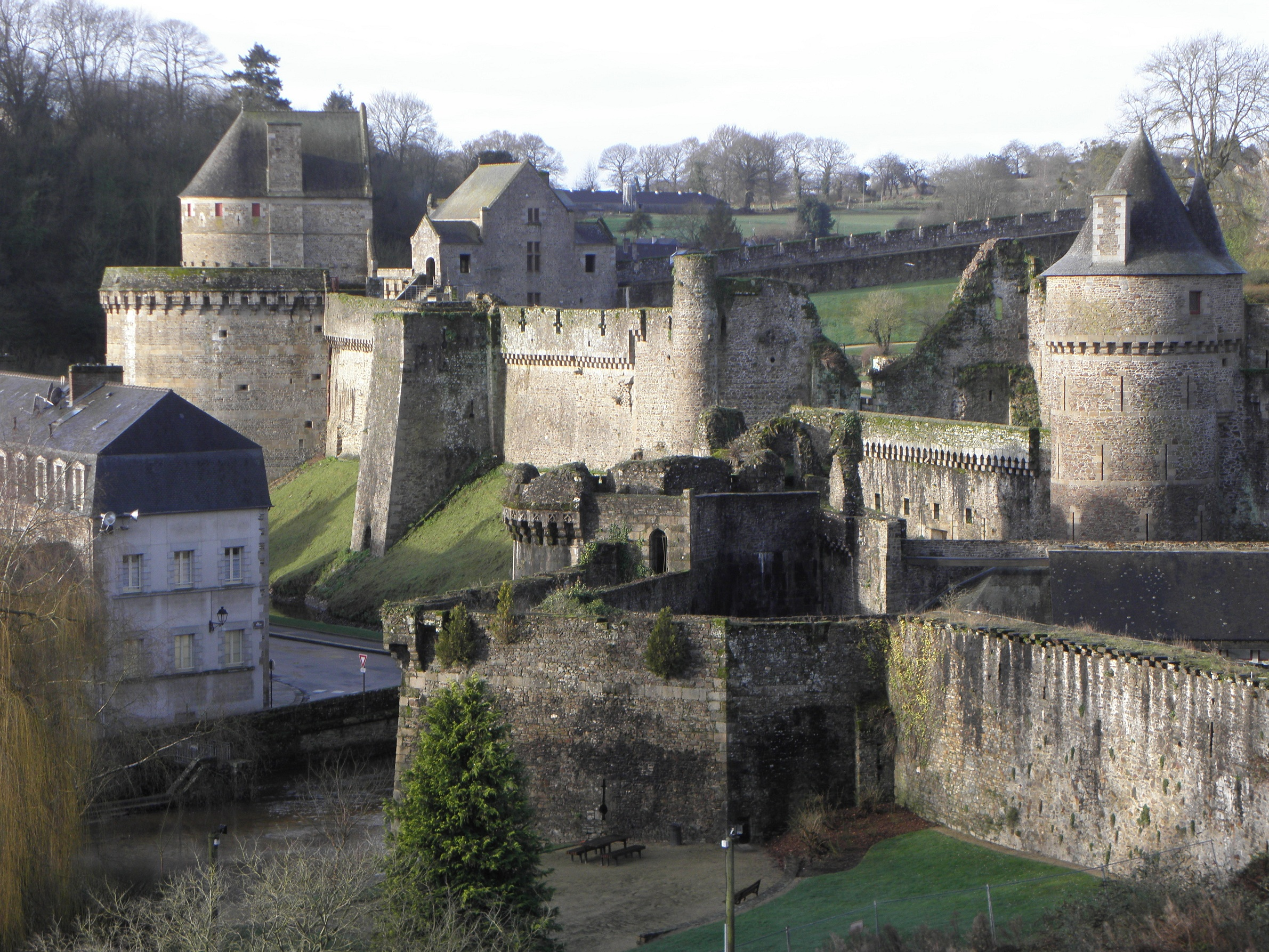
Замок у комуні Фужер